# 二俣川駅
二俣川駅（ふたまたがわえき）は、神奈川県横浜市旭区二俣川2丁目にある、相模鉄道（相鉄）の駅である。駅番号はSO10。副駅名は「ジョイナステラス前」。
相鉄本線および相鉄いずみ野線の2路線が乗り入れており、相鉄いずみ野線は当駅が起点となっている。
二俣川管区として、当駅 - 希望ヶ丘駅間を管理している。

## 歴史

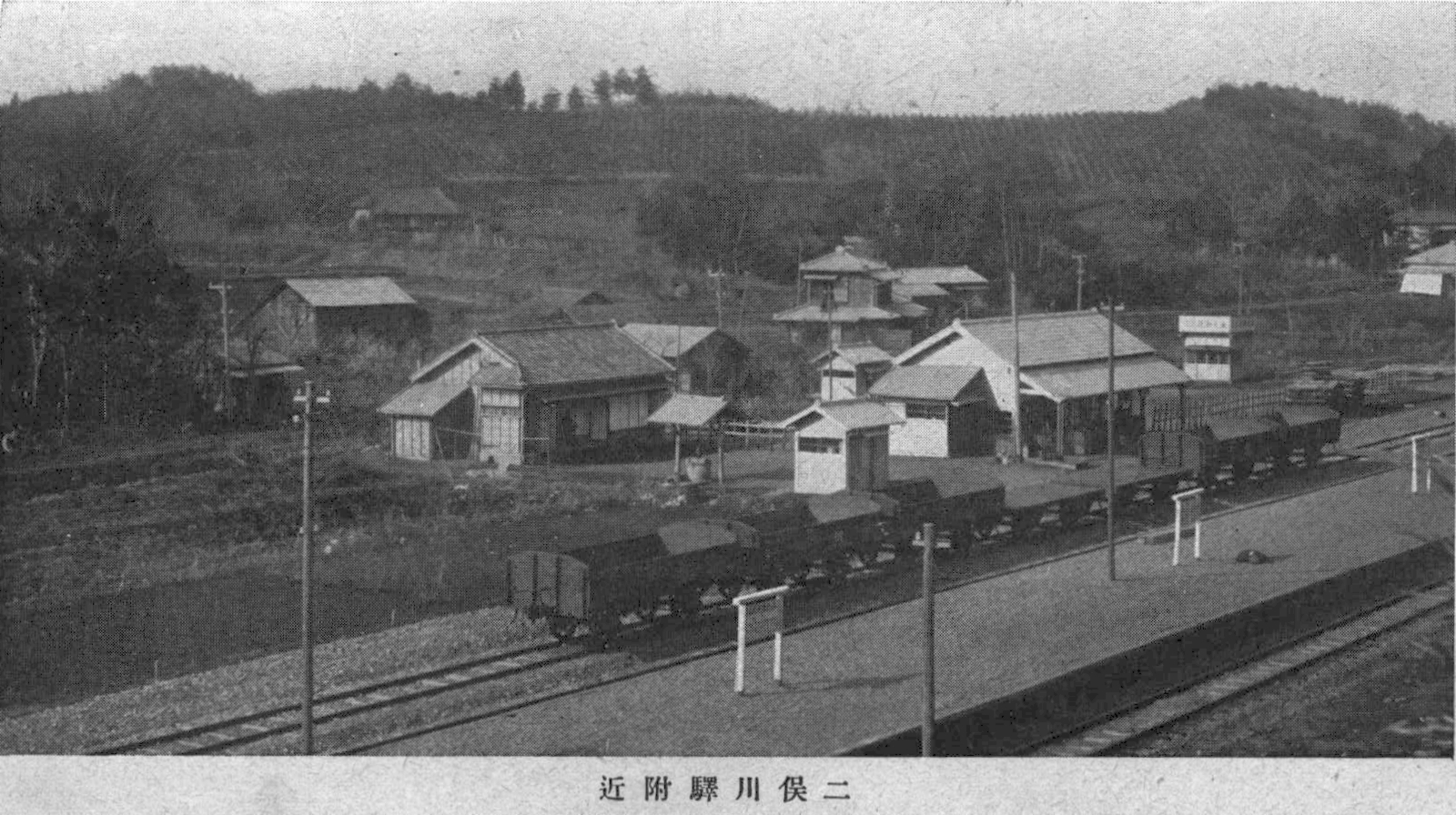
神中鉄道二俣川駅（1927年頃）

- 1926年（大正15年）5月12日：神中鉄道線が当駅から厚木駅間で開業。相模鉄道（現相模線）の寒川駅から砂利輸送のため当駅まで直通運転を開始した。
- 1944年（昭和19年）：電化。その際、電源供給の関係から当駅を境に横浜側と海老名側の架線の電圧が異なり、電車の行き来ができない状態が2年間ほど続く。
- 1964年（昭和39年）4月28日：橋上駅舎が完成[2]。
- 1966年（昭和41年）12月1日：南口の南側（現 グレーシアタワー二俣川）に、相模鉄道の社員教育訓練施設 文教会館が完成[3]。
- 1970年（昭和45年）9月25日：南口の駅ビルとして「二俣川グリーングリーン」が開業。
- 1976年（昭和51年）4月8日：いずみ野線当駅 - いずみ野間の開業に伴い乗換駅となる。
- 1989年（平成元年）5月28日：島式ホーム2面3線から2面4線に改良し引き上げ線を新設[4]。この工事で駅構内を流れる二俣川を暗渠化。
- 1990年（平成2年）7月27日：北口に完成した共同ビル内に「相鉄ライフ」（相鉄ライフ 二俣川）が開業。
- 1999年（平成11年）3月：駅舎改良工事完成。
- 2014年（平成26年）9月30日：「二俣川グリーングリーン」が閉館。
- 2016年（平成28年）12月17日：二俣川駅南口交通広場の使用を開始。
- 2018年（平成30年）
  - 4月27日：「JOINUS TERRACE 二俣川」（ジョイナステラス1・2）オープン[5][注 1]。
  - 12月：駅舎リニューアル完成[6]。
- 2019年（令和元年）11月30日：相鉄・JR直通線開業等に伴うダイヤ改正より、新設される通勤特急と通勤急行の停車駅となる[7]。
- 2021年（令和3年）
  - 1月24日：1・2番線でホームドアの使用を開始[8]。
  - 2月28日：3・4番線でホームドアの使用を開始[8]。
- 2023年（令和5年）
  - 3月24日：北口の商業施設「相鉄ライフ 二俣川」閉館[9][10][11]。
  - 10月6日：「相鉄ライフ 二俣川」が「ジョイナステラス3」としてリニューアルオープン[12][13]。
- 2024年（令和6年）4月1日 - 副駅名称「ジョイナステラス前」を導入[1][注 2]。

### 駅名の由来
駅所在地の地名「二俣川」から。なお、二俣川の地名の由来については「二俣川#地名の由来」を参照のこと。

## 駅構造

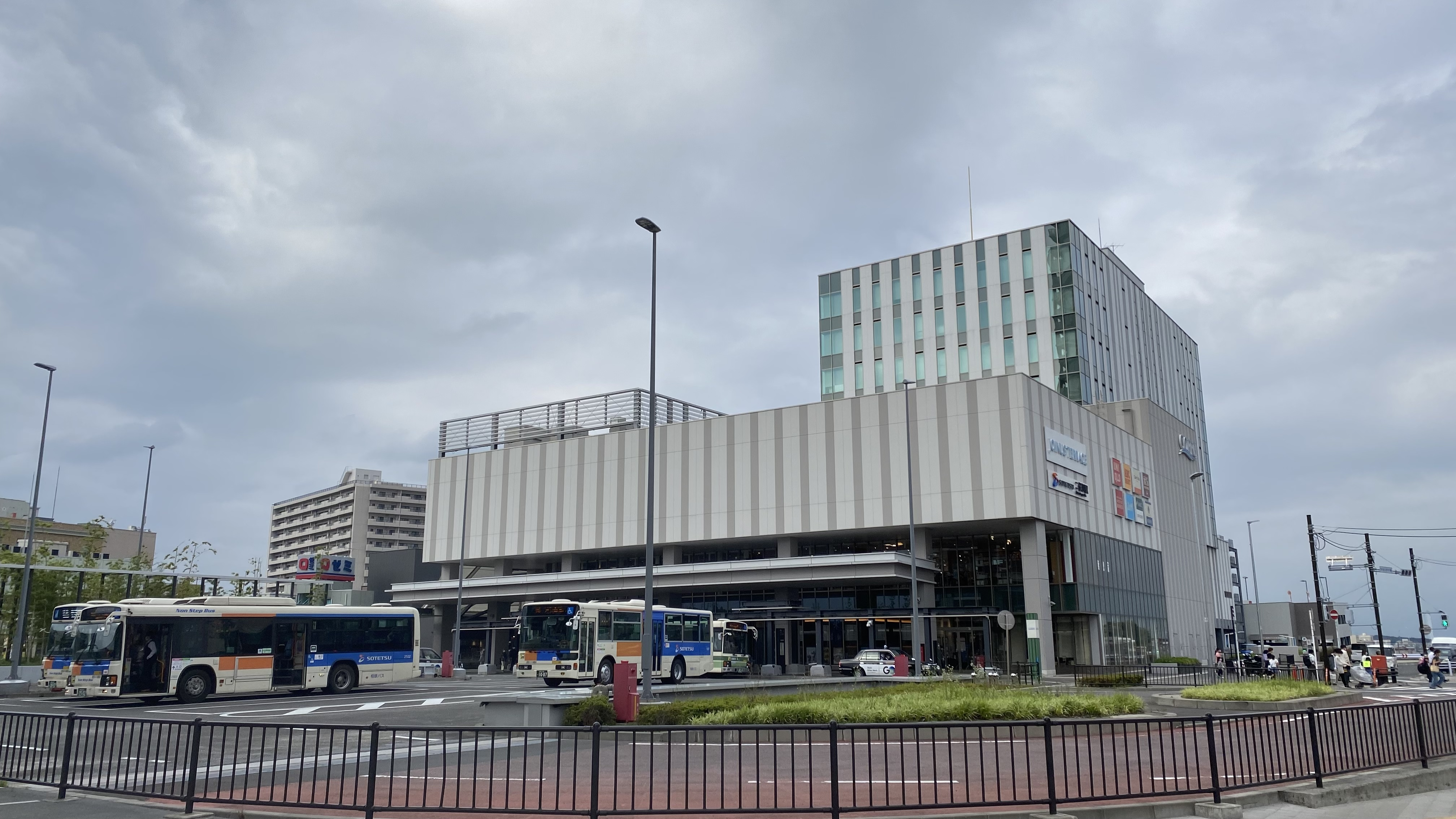
2018年にリニューアルされた南口（駅ビルと交通広場を新設）

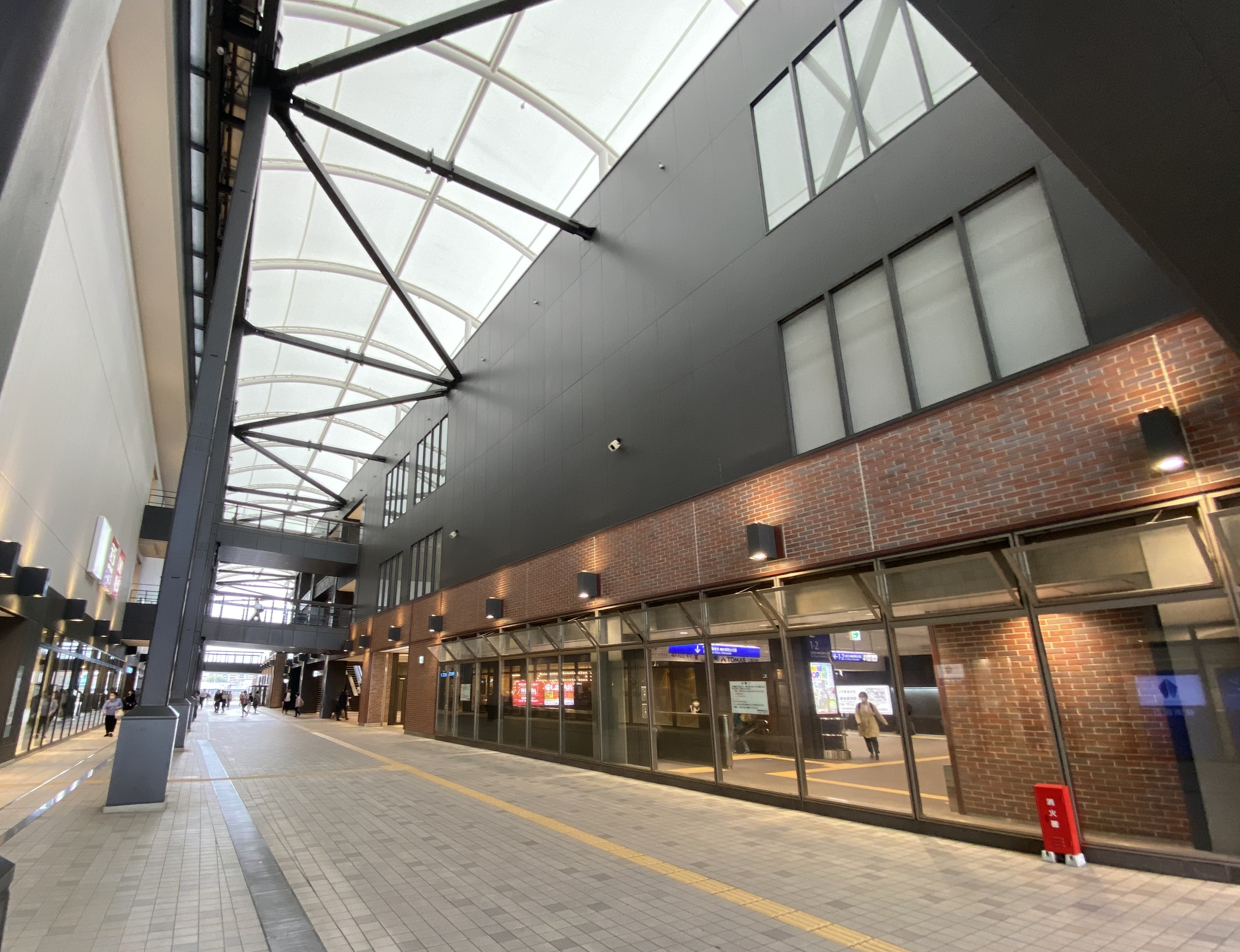
南口側コンコース

島式ホーム2面4線を持つ地上駅で橋上駅舎を有している。ホームは1989年5月までは島式2面3線であったが、増発のために改良工事を行い中央に1線を増設して2面4線に改修された。他に東側（横浜駅方向）には引き上げ線を2本持ち、当駅折り返しの各駅停車や回送列車が使用している。
相鉄本線のダイヤ上の中心駅の一つであり、相鉄いずみ野線へ向かう列車との接続が行われる。分岐駅であり誤乗防止の発車標が充実しているほか、列車発車時の合図は大和・海老名方面行がブザー、相鉄いずみ野線方面行はベルと使い分けられている。また、駅員がホームに終日待機し乗換放送やホームの監視を行っている。
当駅と西谷駅は相鉄線の全列車種別が停車する駅である。
改修以前の2面3線時代は、横浜駅からの急行が本線海老名方面、各駅停車の半数が当駅止、半数がいずみ野線へ直通するという運用で、基本的には本線（下りは1番線、上りは4番線）を使用し、待避および当駅始発・終着の列車は中線（下りは2番線、上りは3番線）を使用していた。1番線では両方面の電車が発着するため、いずみ野行が到着する際に誤乗防止のためのチャイムを鳴動させていた。
橋上駅舎化は1962年からであるが、前述の改良工事に合わせ新たに作り直されており、2代目である。この駅舎は南北方向の自由通路を兼ねている。橋上駅舎であるものの、南側は台地の淵にあたるために、南口からコンコースへは逆に階段を下る格好になっている。バリアフリーとしてはコンコースと各ホームを連絡するエレベーターとエスカレーターを設置している他、改札内に多目的トイレを備える。なお、南口駅前広場（バスロータリー）からコンコースへの移動は旧グリーングリーン内にあるエレベーターが深夜や早朝の時間帯を除いてかつて利用できた。同施設の完全閉鎖に伴い廃止されたが、駅舎リニューアルに伴い、現在はエレベーターとエスカレーターが設置され、利用できるようになっている。
2008年夏、ホームの天井部にドライミスト装置を設置してホームを気化熱により冷やす取り組みを行った。2009年夏以降も夏期に同一の施策が行われている。

### のりば
各ホームには冷暖房付きの待合室が整備されている。
| 番線 | 路線           | 方向 | 行先                   | 備考      |
| ---- | -------------- | ---- | ---------------------- | --------- |
| 1・2 | 相鉄本線       | 下り | 海老名方面             | 主に1番線 |
| 1・2 | 相鉄いずみ野線 | 下り | 湘南台方面             | 主に2番線 |
| 3・4 | 相鉄本線       | 上り | 横浜・羽沢横浜国大方面 |           |

- 基本的には、外側2線（1・4番線）を相鉄本線系統の列車が、内側2線（2・3番線）を相鉄いずみ野線系統の列車がそれぞれ使用するが、一部例外も存在する。
- 当駅の海老名・湘南台寄りには両渡り線が設置されており、相鉄本線系統の列車が2・3番線、相鉄いずみ野線系統の列車が1・4番線に発着する場合は、この両渡り線を使用する。
- 当駅の横浜寄りには2本の引上線が設置されているが、この引上線は2・3番線からしか発着できない。また当駅で折り返す場合は、必ずこの引上線を使用しなければならない。

2009年7月16日から8月13日までの間、地元で行われたイベントに対応して向谷実作曲のジャズ風の接近メロディが使用されていた。2010年以降も毎年7月上旬から8月中旬まで使用されている（2011年度を除く）。

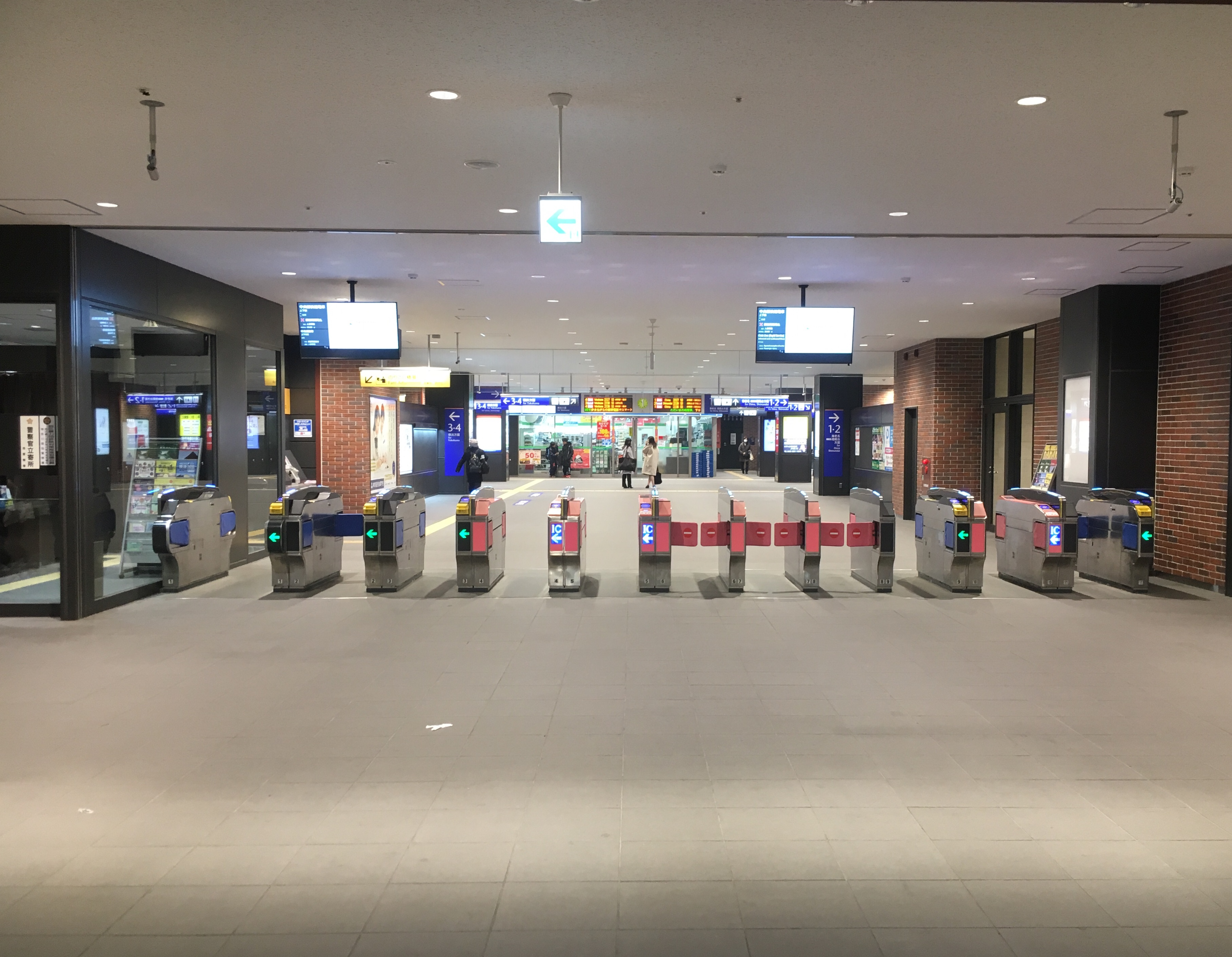
改札口（2019年2月）
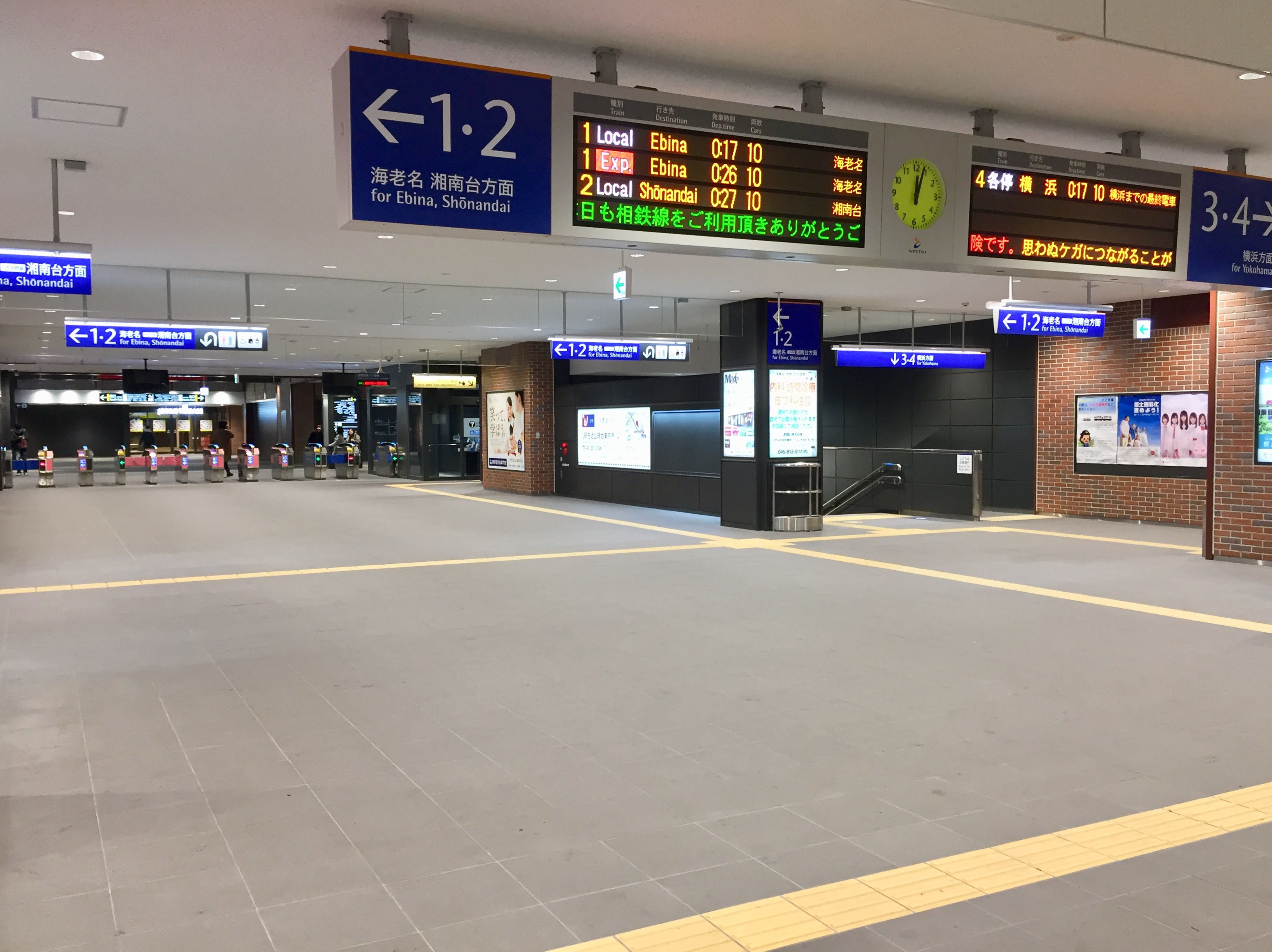
改札内（2019年1月）
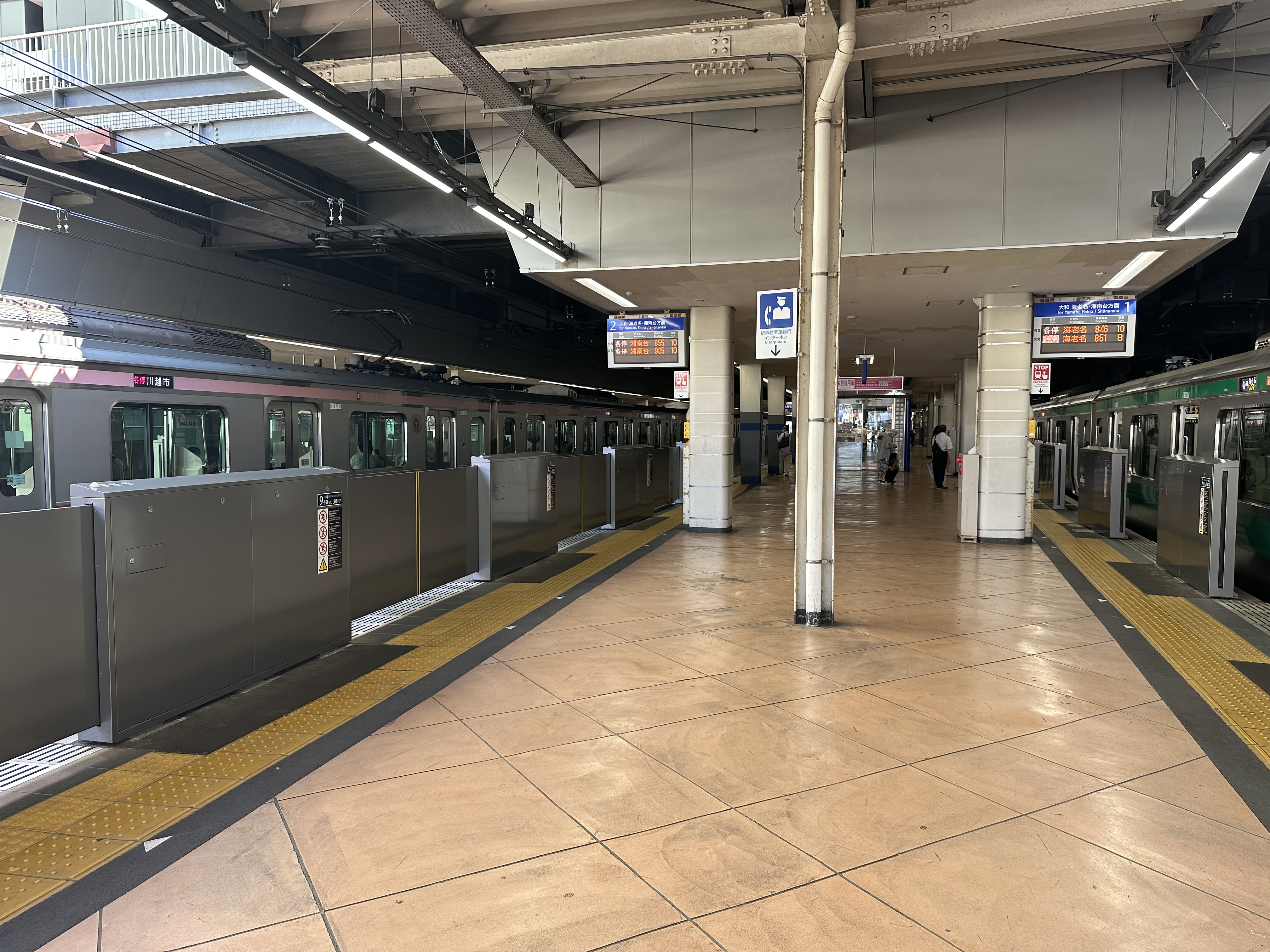
ホーム（2023年7月）
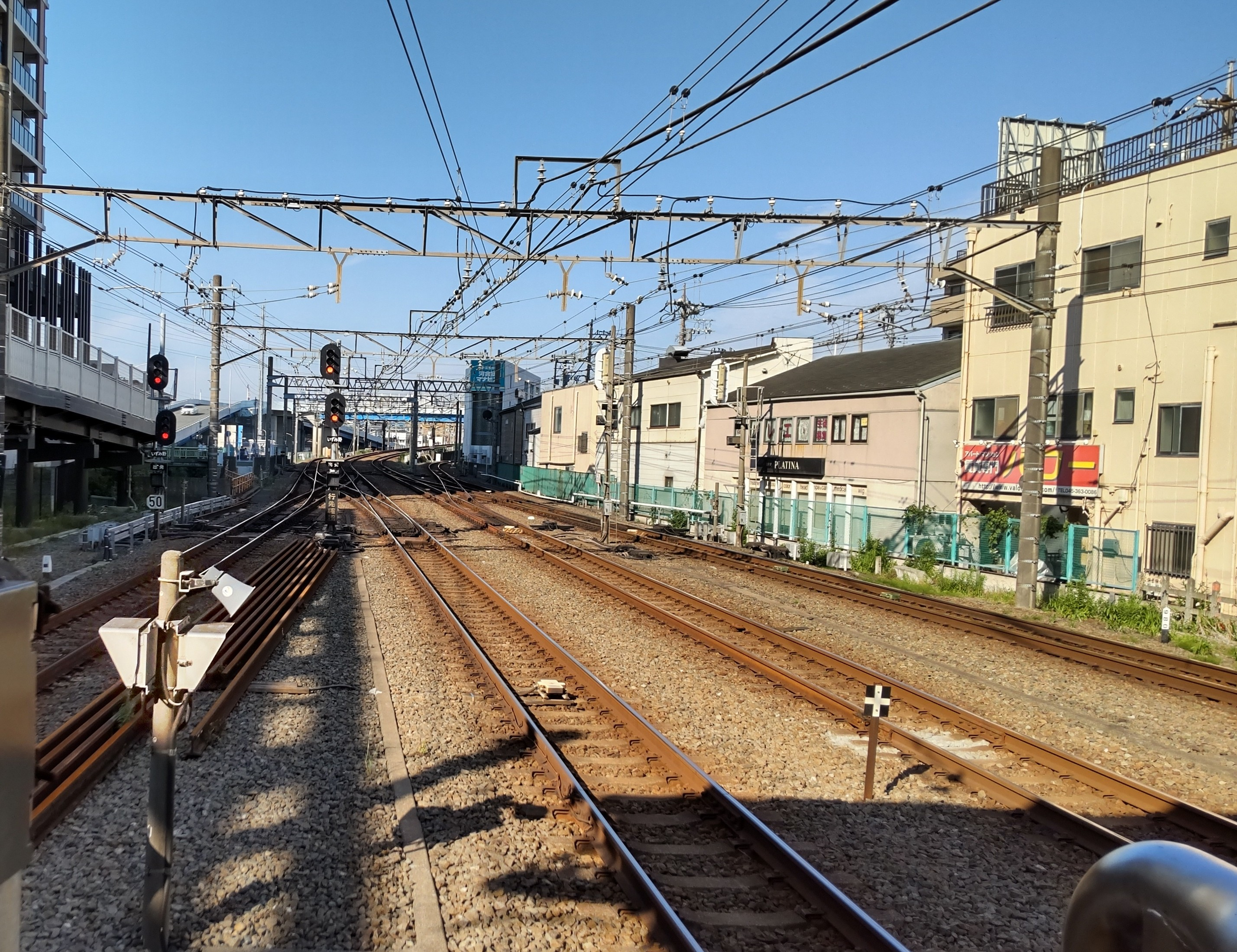
相鉄いずみ野線高架および相鉄本線の分岐（2021年5月）
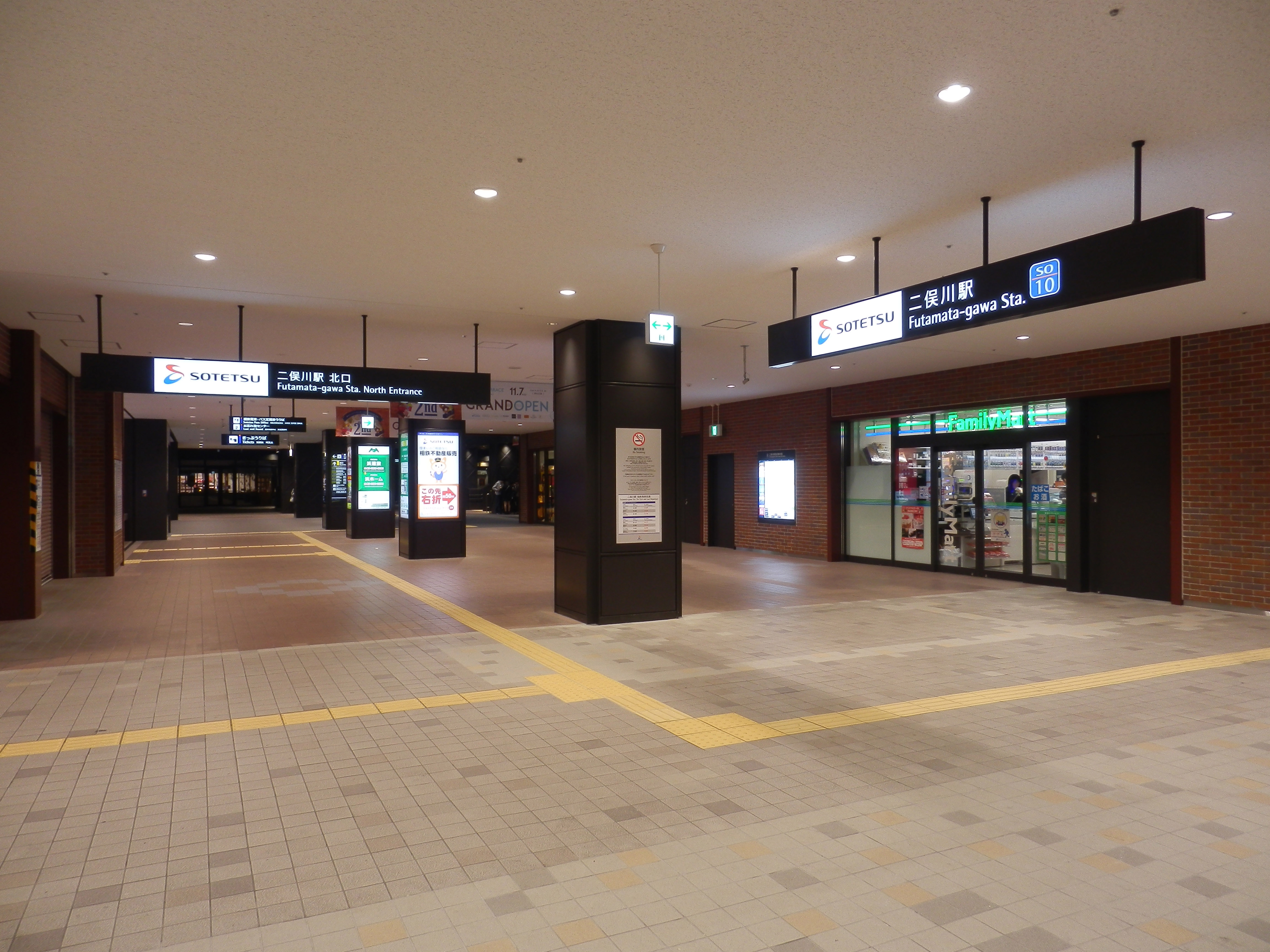
北口側コンコース（2018年11月）
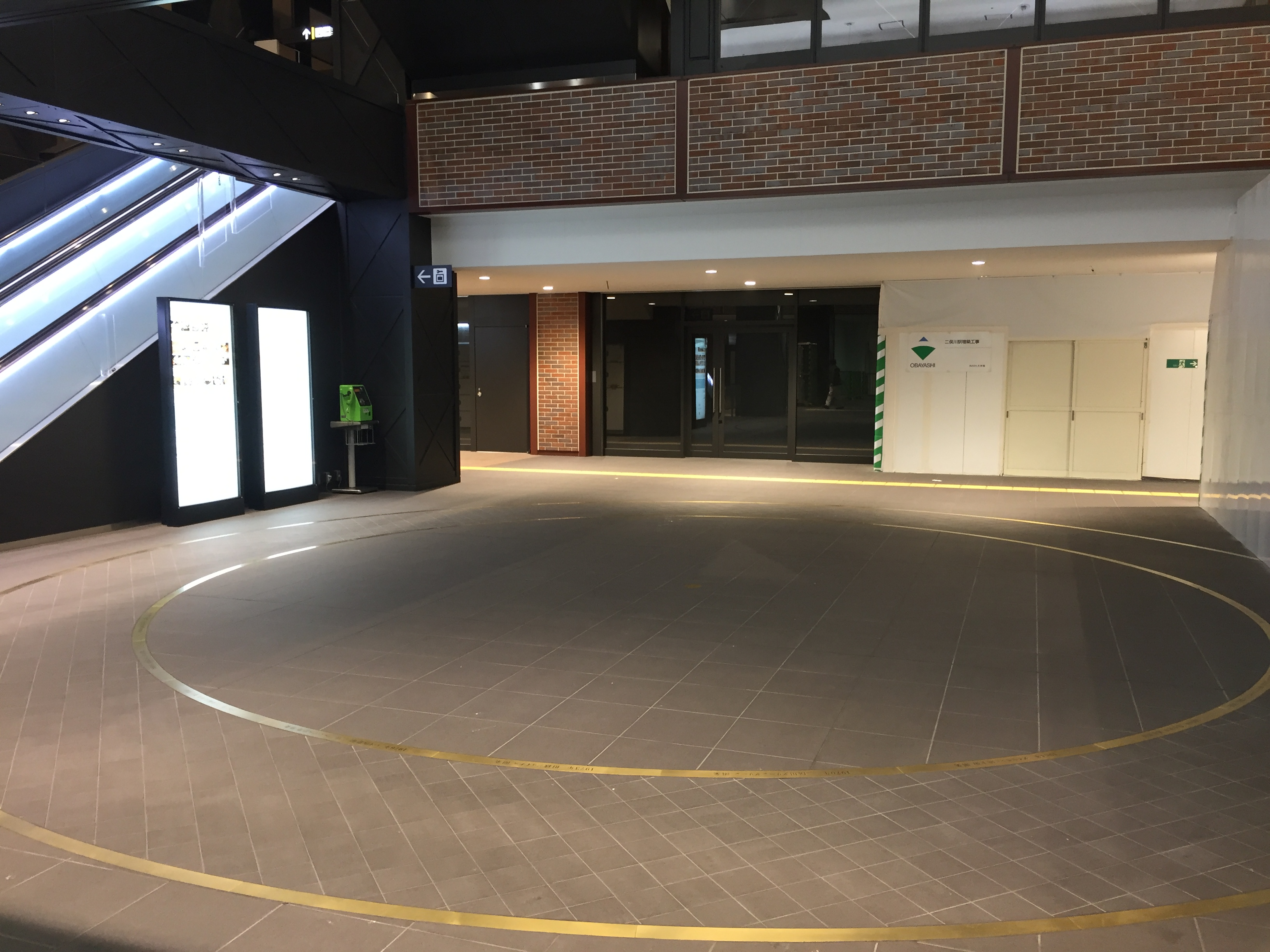
相鉄グループ100周年の歴史を刻んだ円周モニュメント、二重の円の幅は線路幅と同じ1,067 mm（2018年5月）
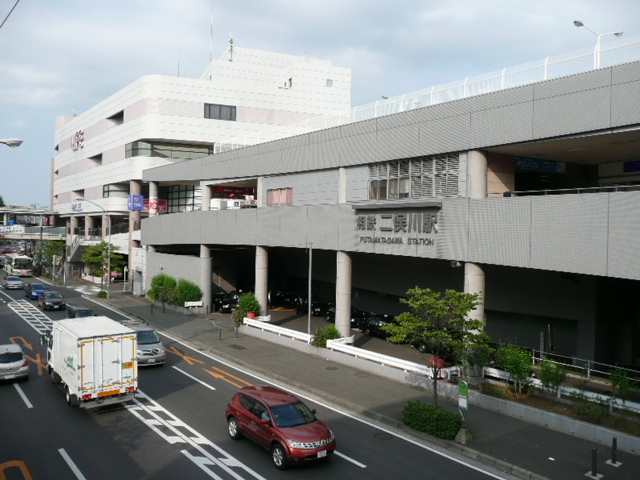
リニューアル以前の北口側駅舎（2007年7月）
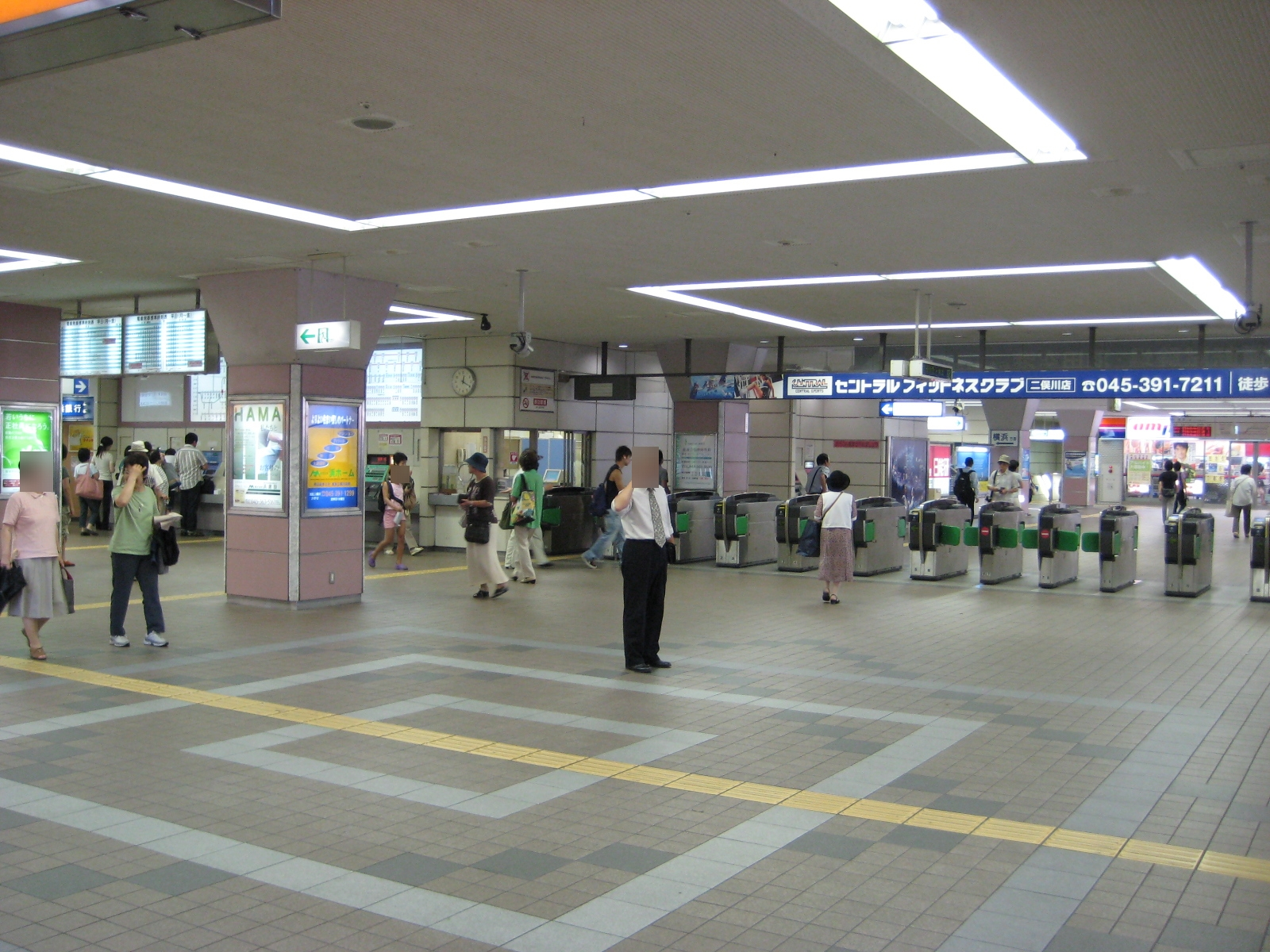
リニューアル以前の改札前（2007年8月）

### 駅ビル
南口と北口双方に駅ビルが設けられており、施設管理は共に相鉄ビルマネジメントが行っている。
南口の駅ビルとしては2014年9月30日に営業を終了した「二俣川グリーングリーン」などの跡地に、商業・業務棟（11階建て）や住宅棟（29階建て）、交通広場棟、駐車場棟からなる複合施設「COPRE（コプレ）二俣川」が開発されており、その低層部（駅舎上部も含む）では商業施設「JOINUS TERRACE（ジョイナステラス）二俣川」（ジョイナステラス1・2）が2018年4月27日に開業した（「#南口エリアの再開発」も参照）。
一方、北口の駅ビル内の商業施設「相鉄ライフ 二俣川」（通称：二俣川ライフ）は1990年7月27日に開業した。同ビルは公共施設と商業施設およびバスターミナル（後節参照）を包含した複合施設となっている。しかし、2023年3月の相鉄・東急直通線の開業に伴いリニューアルすることとなり、同年3月24日を以て閉館した。閉館後に改装工事が行われ、商業施設「JOINUS TERRACE 二俣川」の新館「ジョイナステラス3」として同年10月6日にリニューアルオープンしている（全館合わせてテナント数は約130店舗）。

#### 駅ビルの主な入居施設
南口駅ビル「COPRE 二俣川」
- 商業フロア「ジョイナステラス1・2」（駅舎上部も含む）
店舗の詳細は「公式サイト」を参照
  - そうてつローゼン ジョイナステラス二俣川店[21]
  - 横浜二俣川郵便局
  - その他に、衣料品・雑貨・食料品・飲食店などのテナントが入居
- コプレ二俣川オフィス
  - 大和証券 横浜駅西口支店二俣川営業所
- 商業・オフィス以外では公益[注 3]・サービス施設、認可保育園、クリニックモール（約10科目）[23]を開設

北口駅ビル「二俣川駅北口共同ビル」
- 商業フロア「ジョイナステラス3」
店舗の詳細は「公式サイト」を参照
- 横浜市旭区民文化センター（サンハート）
- 三井住友信託銀行 横浜西口支店二俣川出張所
- 野村證券二俣川支店
- バスターミナル（二俣川駅北口） ※ 乗り入れるバスの運行系統などは「#バス路線」を参照

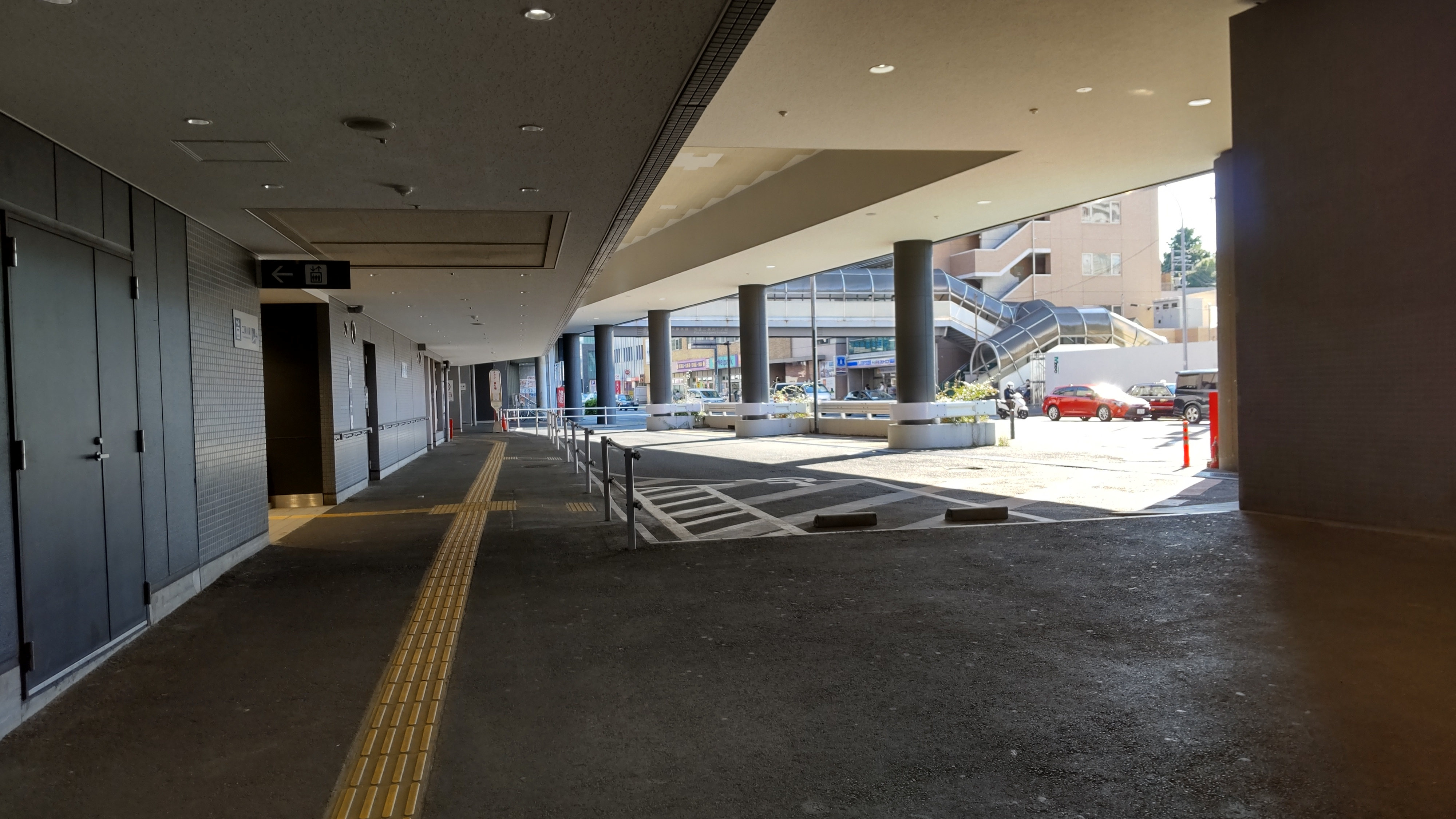
北口１階タクシー乗り場（2021年5月）

## 利用状況
2024年度の1日平均乗降人員は77,768人である。相鉄線全27駅中第4位。この数値には相鉄本線・相鉄いずみ野線間の乗換人員を含まない。

### 年度別1日平均乗降人員
近年の1日平均乗降人員の推移は下表の通りである。
| 年度               | 相模鉄道         | 相模鉄道 |
| 年度               | 1日平均 乗降人員 | 増加率   |
| ------------------ | ---------------- | -------- |
| 1999年（平成11年） | 82,290           |          |
| 2000年（平成12年） | 81,623           | −0.8%    |
| 2001年（平成13年） | 80,774           | −1.0%    |
| 2002年（平成14年） | 79,576           | −1.5%    |
| 2003年（平成15年） | 79,302           | −0.3%    |
| 2004年（平成16年） | 77,895           | −1.8%    |
| 2005年（平成17年） | 78,009           | 0.1%     |
| 2006年（平成18年） | 78,619           | 0.8%     |
| 2007年（平成19年） | 80,949           | 3.0%     |
| 2008年（平成20年） | 81,221           | 0.3%     |
| 2009年（平成21年） | 80,884           | −0.4%    |
| 2010年（平成22年） | 80,329           | −0.7%    |
| 2011年（平成23年） | 79,122           | −1.5%    |
| 2012年（平成24年） | 79,604           | 0.6%     |
| 2013年（平成25年） | 79,473           | −0.2%    |
| 2014年（平成26年） | 77,432           | −2.6%    |
| 2015年（平成27年） | 77,843           | 0.5%     |
| 2016年（平成28年） | 77,733           | −0.1%    |
| 2017年（平成29年） | 78,524           | 1.0%     |
| 2018年（平成30年） | 82,853           | 5.2%     |
| 2019年（令和元年） | 82,602           | −0.3%    |
| 2020年（令和02年） | 64,325           | −22.1%   |
| 2021年（令和03年） | 68,149           | 5.9%     |
| 2022年（令和04年） | 72,905           | 6.5%     |
| 2023年（令和05年） | 75,949           | 4.2%     |
| 2024年（令和06年） | 77,768           | 2.4%     |

### 年度別1日平均乗車人員（1980年 - 2000年）
近年の1日平均乗車人員は下表の通りである。
- 相鉄本線と相鉄いずみ野線の値は神奈川県県勢要覧を参照。
- 合計値は横浜市統計ポータルを参照。

| 年度               | 相鉄本線 | 相鉄いずみ野線 | 合計   | 出典               |
| ------------------ | -------- | -------------- | ------ | ------------------ |
| 1980年（昭和55年） |          |                | 38,049 | [ # 1 ]            |
| 1981年（昭和56年） |          |                | 38,578 | [ # 1 ]            |
| 1982年（昭和57年） |          |                | 39,186 | [ # 1 ]            |
| 1983年（昭和58年） |          |                | 39,888 | [ # 1 ]            |
| 1984年（昭和59年） |          |                | 40,433 | [ # 1 ]            |
| 1985年（昭和60年） |          |                | 40,838 | [ # 1 ]            |
| 1986年（昭和61年） |          |                | 41,493 | [ # 1 ]            |
| 1987年（昭和62年） |          |                | 42,505 | [ # 1 ]            |
| 1988年（昭和63年） |          |                | 43,466 | [ # 1 ]            |
| 1989年（平成元年） |          |                | 43,603 | [ # 1 ]            |
| 1990年（平成02年） |          |                | 44,200 | [ # 1 ]            |
| 1991年（平成03年） |          |                | 44,063 | [ # 1 ]            |
| 1992年（平成04年） |          |                | 43,279 | [ # 1 ]            |
| 1993年（平成05年） |          |                | 43,247 | [ # 1 ]            |
| 1994年（平成06年） |          |                | 42,737 | [ # 1 ]            |
| 1995年（平成07年） | 39,527   | 2,859          | 42,386 | [ * 3 ]            |
| 1996年（平成08年） |          |                | 41,948 | [ # 1 ]            |
| 1997年（平成09年） |          |                | 40,992 | [ # 1 ]            |
| 1998年（平成10年） | 38,376   | 2,837          | 41,213 | [ # 1 ]            |
| 1999年（平成11年） | 37,475   | 3,272          | 40,747 | [ 神奈川県統計 1 ] |
| 2000年（平成12年） | 37,110   | 3,398          | 40,508 | [ 神奈川県統計 1 ] |

### 年度別1日平均乗車人員（2001年以降）
| 年度               | 相鉄本線 | 相鉄いずみ野線 | 合計   | 出典                |
| ------------------ | -------- | -------------- | ------ | ------------------- |
| 2001年（平成13年） | 36,711   | 3,363          | 40,074 | [ 神奈川県統計 2 ]  |
| 2002年（平成14年） | 36,116   | 3,345          | 39,461 | [ 神奈川県統計 3 ]  |
| 2003年（平成15年） | 35,927   | 3,419          | 39,346 | [ 神奈川県統計 4 ]  |
| 2004年（平成16年） | 35,248   | 3,415          | 38,663 | [ 神奈川県統計 5 ]  |
| 2005年（平成17年） | 35,375   | 3,402          | 38,777 | [ 神奈川県統計 6 ]  |
| 2006年（平成18年） | 35,679   | 3,470          | 39,149 | [ 神奈川県統計 7 ]  |
| 2007年（平成19年） | 36,897   | 3,553          | 40,450 | [ 神奈川県統計 8 ]  |
| 2008年（平成20年） | 37,099   | 3,615          | 40,714 | [ 神奈川県統計 9 ]  |
| 2009年（平成21年） | 36,955   | 3,641          | 40,596 | [ 神奈川県統計 10 ] |
| 2010年（平成22年） | 36,682   | 3,678          | 40,360 | [ 神奈川県統計 11 ] |
| 2011年（平成23年） | 36,168   | 3,642          | 39,810 | [ 神奈川県統計 12 ] |
| 2012年（平成24年） | 36,379   | 3,688          | 40,067 | [ 神奈川県統計 13 ] |
| 2013年（平成25年） | 36,320   | 3,669          | 39,989 | [ 神奈川県統計 14 ] |
| 2014年（平成26年） | 35,162   | 3,607          | 38,769 | [ 神奈川県統計 15 ] |
| 2015年（平成27年） | 35,243   | 3,592          | 38,835 | [ 神奈川県統計 16 ] |
| 2016年（平成28年） | 38,785   | 3,562          | 42,347 | [ 神奈川県統計 17 ] |
| 2017年（平成29年） | 39,169   | 3,627          | 42,796 | [ 神奈川県統計 18 ] |
| 2018年（平成30年） | 41,348   | 4,033          | 45,381 | [ 神奈川県統計 19 ] |
| 2019年（令和元年） | 41,306   | 4,032          | 45,338 | [ 神奈川県統計 20 ] |
| 2020年（令和02年） | 32,092   | 3,323          | 35,416 | [ 神奈川県統計 21 ] |
| 2021年（令和03年） | 30,399   | 3,564          | 33,963 | [ 神奈川県統計 22 ] |
| 2022年（令和04年） | 32,521   | 3,805          | 36,326 | [ 神奈川県統計 23 ] |

## 駅周辺
駅は帷子川の支流、二俣川が流れる谷に位置しており周囲を丘陵地帯に囲まれている。川はホーム付近では暗渠構造とされている。この丘陵地は1950年以降に開発が進んだニュータウンとなっており、駅南側の万騎が原地区は地元の相鉄系が取得・開発したものの、北側の中沢地区は東急系が大規模な開発を行ったという経緯がある。南側の丘陵地には駅から真っすぐ続く道があり、これはこども自然公園（通称：大池公園）へと続いている。規模はそこそこ大きく周辺の学校が遠足に来ることもある他、ホタルが生息する場所もあり市民の憩いの場となっている。
駅のすぐ北側には神奈川県道40号横浜厚木線（厚木街道）があるほか、保土ヶ谷バイパスの本村インターチェンジが近く駅周辺は交通量が多い。また、自動車交通に関わるものとしては神奈川県警察運転免許センターの最寄り駅であるということも挙げられる。
区役所こそ隣駅の鶴ヶ峰駅が最寄であるものの、横浜市旭区内で最も栄えている地域であり、ドン・キホーテや西友など複数の大規模小売店がある他、銀行の支店も多い。なお、二俣川駅・鶴ヶ峰駅周辺地区は、横浜市における主要な生活拠点（旧:副都心）に指定されている。

### 南口エリアの再開発

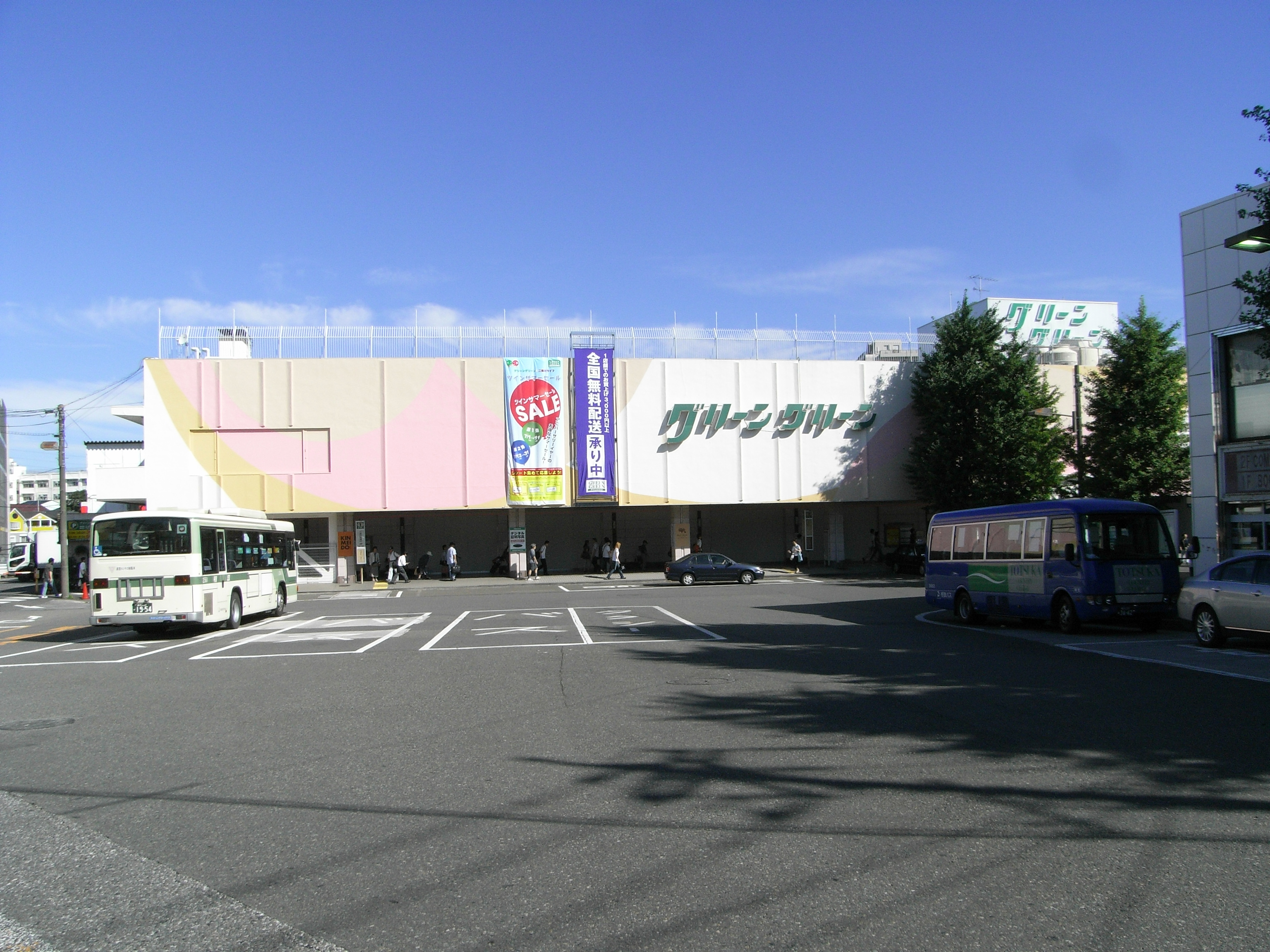
南口の旧駅ビル「二俣川グリーングリーン」（2010年7月）

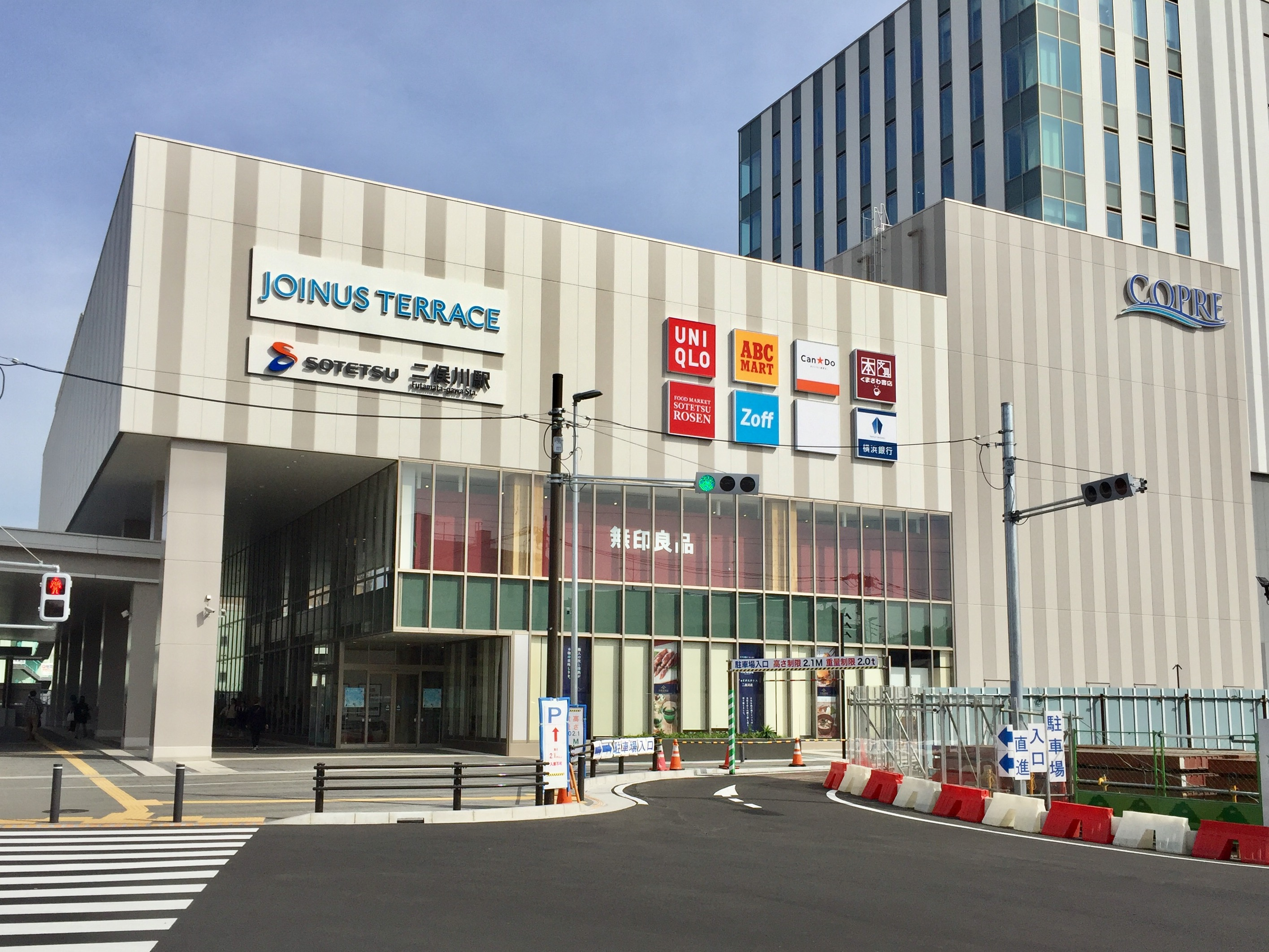
JOINUS TERRACE 二俣川（2018年5月）

南口エリアの再開発本格化に向けて、2013年1月に「二俣川駅南口地区市街地再開発組合」が設立された。当初は2015年4月までに南口エリアの再開発を完了させる予定であったが、着工時期の延期などにより最終的な建築工事予定期間は2015年3月から2018年3月までの約3年間となった。
本事業に伴い、再開発の対象となる駅ビル「二俣川グリーングリーン」は2014年9月30日に営業を終了した。計画では同ビルなどを解体した跡地に、29階建て（高さ約99m・421戸）の住宅棟と11階建て（高さ約50m、当初計画では15階建て）の商業・業務棟からなる高層2棟を建設し、さらに商業・業務棟側は6〜11階の高層部をオフィス・サービスエリア（6階には公益施設、7・8階にはクリニックモールも入る）とするが、低層部や地下（建物の階数では2〜5階に当たる。なお南口駅前広場の地上レベルは3階となる）に商業施設、その周囲に交通広場棟、駐車場棟を設けて複合施設としている。その後、大成建設の施工により2015年3月に着工し、予定通り2018年3月に竣工を迎えた。なお、住宅棟および商業・業務棟、駐車場棟、交通広場棟からなる複合施設全体の名称は「COPRE（コプレ）二俣川」で、住宅棟（マンション）の名称は「グレーシアタワー二俣川」、さらに商業棟の名称は「JOINUS TERRACE（ジョイナステラス）二俣川」（ジョイナステラス1が該当）と名付けられ、そうてつローゼンの大型店舗を核テナントとして2018年4月27日に開業した（駅舎2階部分のみ同年11月開業、前節も参照）。
また、上記の再開発事業と並行して当駅の駅舎についても相鉄グループが進めている「デザインブランドアッププロジェクト」に基づき、グレーを基調色にレンガ調のデザインを施すなど大幅にリニューアルしており、さらに駅舎の上部には商業施設（駅舎上部に2階分増築し、全体で4階建て）を整備し、「ジョイナステラス2」として前述の「JOINUS TERRACE 二俣川」の一部となっている（なお、「ジョイナステラス3」が入っている北口の駅ビル方面とも連絡エスカレーターで接続しており、駅舎上部を通って南口と北口の往来が可能となっている）。
この他に当駅南口付近を通る計画の都市計画道路「鴨居上飯田線」（地下トンネル構造）についても、当再開発事業との一帯整備が横浜市道路局により進められている。

### 北口エリアの再整備
二俣川駅北口には1990年7月、地下1階地上5階（一部6階）建ての二俣川駅北口共同ビルが完成し、ビル内の商業施設として同月27日に「相鉄ライフ 二俣川」が開業した。
しかし、2023年3月の相鉄・東急直通線の開業によって来訪者の増加などが見込まれるため、同年3月24日で「相鉄ライフ 二俣川」は閉館し、リニューアルすることとなった（工事期間中も一部店舗は営業を継続）。なお、閉館と改装工事に伴い「相鉄ライフ 二俣川」の4階に入っていた横浜市二俣川駅行政サービスコーナーは、同年3月22日に南口の「ジョイナステラス1」5階に移転している。また、横浜市旭区民文化センター「サンハート」も同年4月1日から7月末まで一時休館となった。
閉館後に改装工事が行われ、商業施設「JOINUS TERRACE 二俣川」の新館「ジョイナステラス3」として同年10月6日にリニューアルオープンを迎えている。

### 周辺施設
駅ビルに関しては前節参照。

#### 北口
名所・旧跡など
- 三佛寺

公共施設
- 神奈川県警察運転免許センター
- 神奈川県旭警察署
- 神奈川県立公文書館
- 神奈川県立がんセンター
- 神奈川県ライトセンター

文教施設
- 神奈川県立二俣川高等学校[40]
- 神奈川県立産業技術短期大学校
- 横浜富士見丘学園中等教育学校
- 横浜市立二俣川小学校
- 横浜市立中沢小学校

商業施設
- アルコット二俣川
  - ドン・キホーテ二俣川店
  - ヤマダデンキテックランド二俣川店
  - ニトリデコホーム二俣川駅前店

金融機関など
- 横浜旭郵便局
  - ゆうちょ銀行横浜旭店
- 横浜二俣川郵便局
- 横浜農業協同組合（JA横浜）本店
- 三菱UFJ銀行二俣川支店
- かながわ信用金庫二俣川支店
- 三井住友信託銀行 二俣川支店

周辺道路
- 神奈川県道40号横浜厚木線

周辺IC
- 保土ヶ谷バイパス本村インターチェンジ
- 東名高速道路横浜町田インターチェンジ

宿泊施設
- 東横イン二俣川駅北口

#### 南口
名所・旧跡など
- こども自然公園（通称：大池公園）
  - 万騎が原ちびっこ動物園

学校
- 横浜市立万騎が原中学校
- 横浜市立南本宿小学校
- 横浜市立万騎が原小学校
- 神奈川県立商工高等学校

商業施設
- 西友
  - 無印良品 他
- いなげや横浜南本宿店

金融機関など
- 横浜万騎が原郵便局
- 三井住友銀行二俣川支店
- みずほ銀行二俣川支店

その他
- 戸塚カントリークラブ
- 横浜カントリークラブ
- 左近山団地
- カトリック二俣川教会

## バス路線

### 北口（二俣川駅北口）

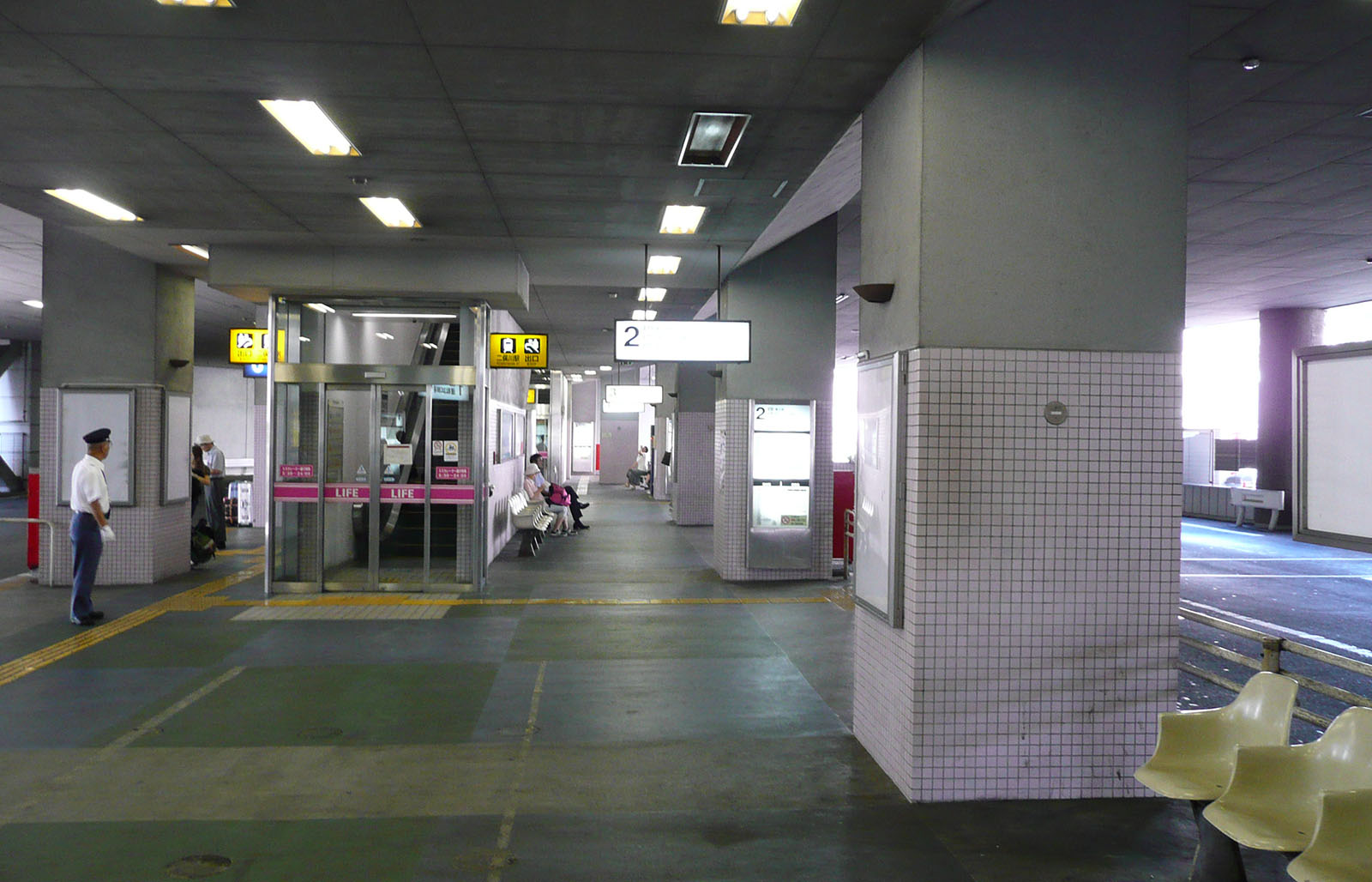
北口バス乗り場（2011年8月）

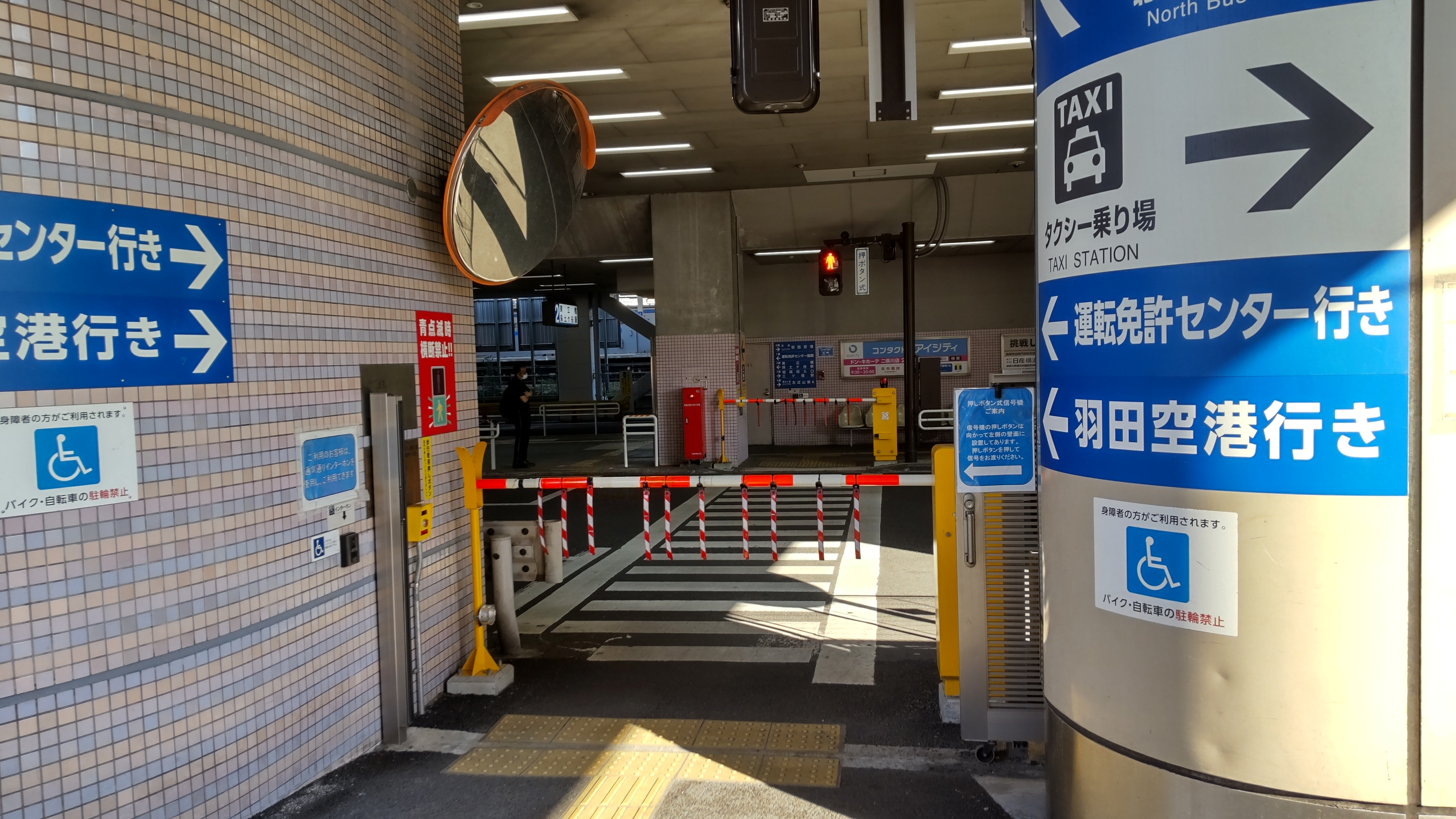
バスターミナル内の遮断機（2021年5月）

二俣川ライフ1階に高速バスと路線バスの乗り場が設置されている。
バス乗り場入口への以前の移動方法は同ビル2階から繋がる階段のみであったが、2015年3月28日に厚木街道沿いの歩道から乗り場への横断歩道ができ、また同ビルのエレベーターを使用すれば駅構内から乗り場までバリアフリーで移動できるようになった。
この他、羽田空港行き高速バスの案内設備として、駅改札内の自動精算機前に発車時刻と運行状況を表示する電光掲示板が設置されている。
相鉄バスと京浜急行バス（羽田空港行き高速バスのみ）により以下の路線が運行されている。
- 0番乗り場
  - 高速バス：羽田空港行（相鉄バス・京浜急行バス[注 5]）
- 1番乗り場
  - 旭23：運転免許センター循環
- 2番乗り場
  - 旭4：保土ケ谷駅東口行／美立橋行
- 3番乗り場
  - 旭20・旭21・旭22：旭高校入口（旭営業所）行
  - 旭24・旭32：三ツ境駅行
- 4番乗り場
  - 旭2：左近山第5行(保土ヶ谷バイパス経由)

1番乗り場から4番乗り場までの各路線の詳細は「相鉄バス#旭営業所担当路線」を参照。

### 南口（二俣川駅南口）

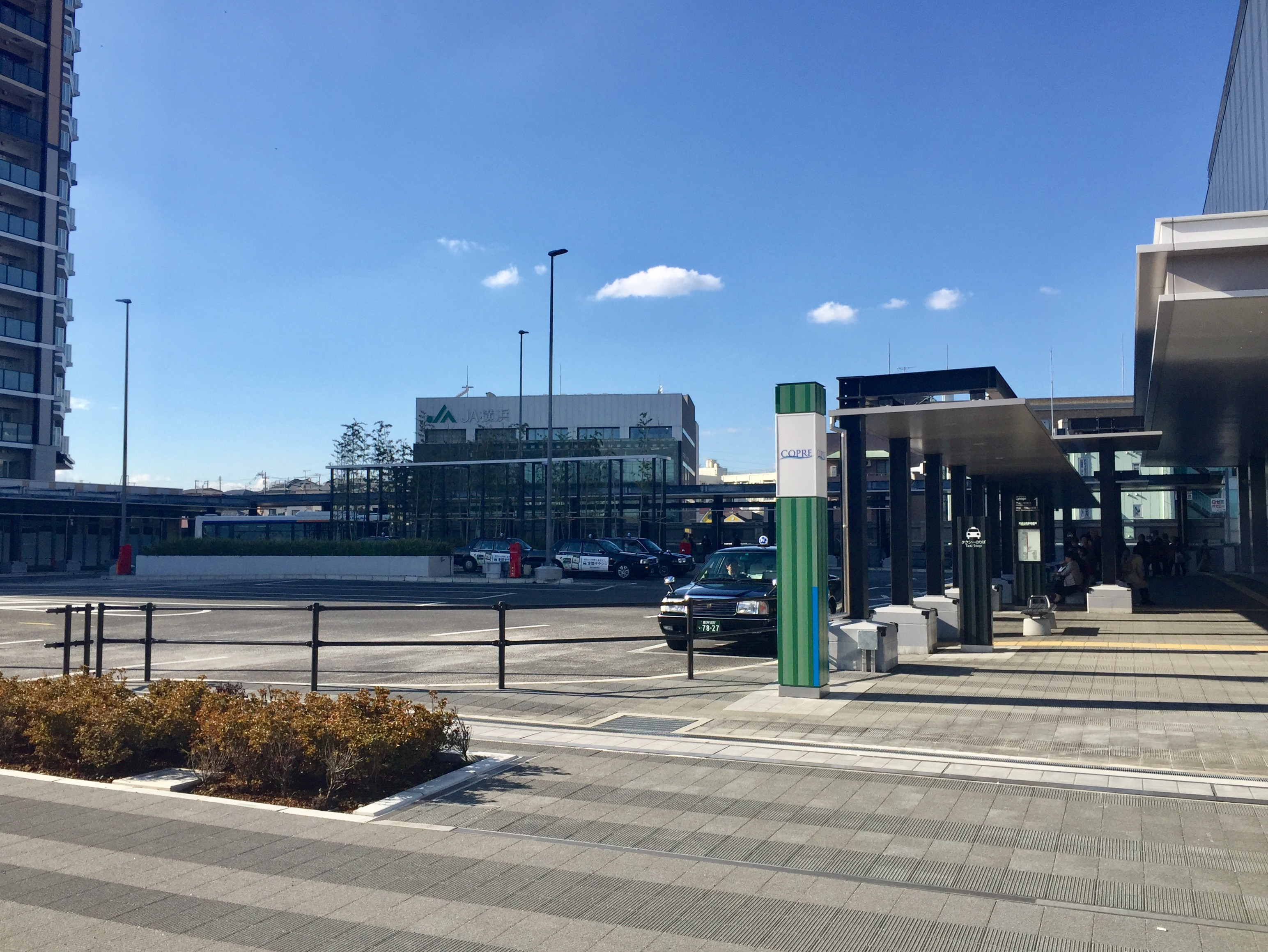
南口交通広場（2018年11月）

前述の再開発の一環で整備された交通広場（2016年12月17日供用開始）内にバス乗り場が設置されており、相鉄バスにより以下の路線が運行されている。
- 1番乗り場
  - 旭1：鶴ヶ峰駅行／左近山第6行
  - 旭6：東戸塚駅西口行
- 2番乗り場
  - 旭19：万騎が原循環／緑園都市駅行
  - 旭26・旭88・旭89・旭99：希望ヶ丘駅行

各路線の詳細は「相鉄バス#旭営業所担当路線」を参照。
2016年7月4日より、「隼人中学・高校」バス停が新設されたことに加え、さちが丘陸橋付近の渋滞回避を目的として、朝や夕方など時間帯で経由地が異なる複数系統による運行が開始された。さらに2019年3月11日には系統の路線改定が実施されている。
その他
以前は当駅から大塚本町駅・海老名駅経由本厚木駅行や桜木町駅経由県庁前行といった比較的長距離の路線が運行されていたが、1990年代後期に廃止された。また、2015年12月1日から社会実験により3か月間、緑園都市駅〜緑園地区循環〜緑園都市駅〜二俣川駅南口間の路線バス（二俣川駅南口は2番乗り場を使用）が開設された（それに伴い実験路線および既存の旭18・19系統上の路線に「こども自然公園入口」バス停も暫定設置、その後は実験終了と共に廃止となったが2017年3月に旭18・19系統上の路線にて同バス停が改めて新設された）。

### 二俣川駅前
駅北口側にある。前記北口バスターミナルとは別の位置であり、神奈川県道40号横浜厚木線（厚木街道）上の駅寄り車線上に設置されている。ヒノデ第一交通・相鉄バス綾瀬営業所により以下の路線が運行されている。
- 旭区コミュニティバス「四季めぐり号」四季美台・今川町地区をめぐるラケット型循環路線（平日に限り、午前便・午後便は逆回りとなる。）[48]

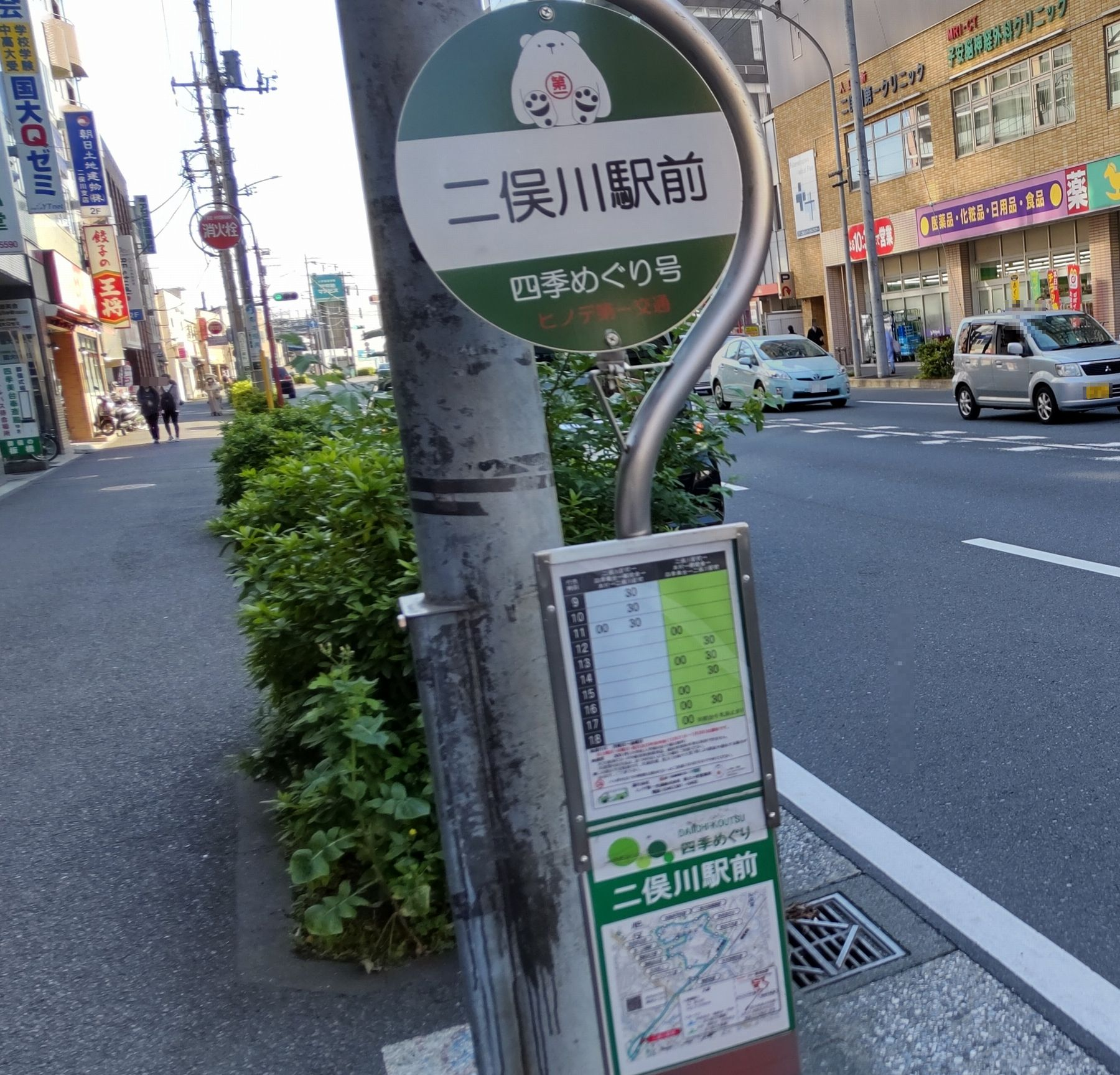
四季めぐり号二俣川駅前バス停（2021年5月）

- 深夜急行バス横浜駅西口〜海老名駅行き（運休中）
- 深夜急行バス大和駅〜横浜駅西口行き（運休中）

## 将来構想
横浜市営地下鉄グリーンラインの延伸計画（横浜環状鉄道）において当駅を経由する予定となっているが、具体化の目処は立っていない。
戦後には当駅から原町田（現町田駅）までの鉄道路線計画もあったが、当時存在していた、旭区と瀬谷区に跨り、町田市との境界に近い米軍上瀬谷通信施設周辺の開発制限により、断念している。

## 隣の駅
相模鉄道
 相鉄本線
■特急
西谷駅 (SO08) - 二俣川駅 (SO10) - 大和駅 (SO14)
■通勤急行（平日上りのみ運転）・■快速・■各駅停車
鶴ヶ峰駅 (SO09) - 二俣川駅 (SO10) - 希望ヶ丘駅 (SO11)
 相鉄いずみ野線
■特急
西谷駅 (SO08) - 二俣川駅 (SO10) - いずみ野駅 (SO34)
■通勤特急（平日上りのみ運転）
鶴ヶ峰駅 (SO09) ← 二俣川駅 (SO10) ← いずみ野駅 (SO34)
■通勤急行（平日上りのみ運転）・■快速・■各駅停車
鶴ヶ峰駅 (SO09) - 二俣川駅 (SO10) - 南万騎が原駅 (SO31)
- 当駅 - 鶴ヶ峰駅間には、1960年まで二俣下川駅が存在していた。